# Roberto Formigoni
Roberto Formigoni (Lecco, 30 marzo 1947) è un ex politico italiano.
È stato presidente della Regione Lombardia dal 27 giugno 1995 al 18 marzo 2013. Il 21 febbraio 2019 viene condannato, in via definitiva, a 5 anni e 10 mesi di reclusione per corruzione.

## Biografia
Nato a Lecco nel 1947, figlio di Emilio, ingegnere, già comandante della Brigata Nera di Missaglia, e di Doralice Baroni, insegnante, primo di tre fratelli.
Frequenta il Liceo Ginnasio Statale A. Manzoni di Lecco e si laurea nel 1971 in Filosofia all'Università Cattolica del Sacro Cuore di Milano, con una tesi sugli studi giovanili di Marx; quindi studia Economia politica alla Sorbona di Parigi.
In gioventù incontra don Luigi Giussani, aderisce al movimento Gioventù Studentesca e, in seguito, a Comunione e Liberazione (diventa Memor Domini nel 1970, a 23 anni). Nel 1978 è stato fra i fondatori del settimanale cattolico Il Sabato e dal 1985 è iscritto all'ordine dei giornalisti come professionista.
Il 13 dicembre 2004 l'Università IULM gli conferisce la Laurea Honoris Causa in Scienze e tecnologie della comunicazione.

## Attività politica

### Dalla Democrazia Cristiana a Forza Italia

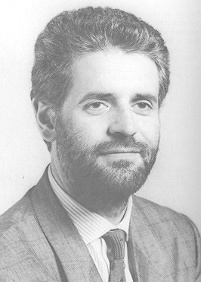
Formigoni eletto alla Camera dei deputati nel 1987.

Formigoni incomincia giovanissimo l'attività politica nelle file della Democrazia Cristiana. Nel 1975 fonda il Movimento Popolare, di cui rimane presidente nazionale fino al 1987.
Nel 1984 è eletto al Parlamento europeo risultando, con oltre 450000 preferenze, il primo degli eletti nelle liste del proprio partito, venendo confermato anche nel 1989. Nel 1987 è nominato vicepresidente del Parlamento europeo, dopo essere stato Presidente della Commissione Politica.
Alle elezioni politiche del 1987 viene eletto deputato ed entra a far parte della Commissione Affari Esteri. In tale veste, nel 1990, guidò a Baghdad una delegazione di parlamentari che fu ricevuta da Saddam Hussein. Proprio in quei giorni Saddam decise di permettere la partenza delle centinaia di ostaggi occidentali che erano stati obbligati a restare in Iraq dal 2 agosto precedente (data dell'invasione irachena del Kuwait). Vicepresidente del Parlamento Europeo per la seconda volta, a febbraio del '91 per la prima volta in Italia rivela a Samarcanda e poi all'Università Statale di Milano che Giovanni Paolo II «è minacciato a causa della sua coraggiosa, incessante azione a favore della pace nel Golfo Persico», nel silenzio delle fonti vaticane.
Rieletto deputato alle elezioni politiche nel 1992 e nel 1994; nel biennio 1993-1994 Formigoni è Sottosegretario al Ministero dell'Ambiente nel Governo Ciampi, incarico per il quale lascia il Parlamento europeo. Rieletto deputato nel 1994 nella XII legislatura è nominato membro della Commissione Esteri.
Nel 1994 la DC si trasforma in Partito Popolare Italiano: Formigoni rimane al suo interno, aderendo alla corrente più moderata del partito, che si affermerà su quella progressista al congresso dello stesso anno, facendo eleggere segretario Rocco Buttiglione.
Il 23 luglio 1995 nascono i Cristiani Democratici Uniti (CDU) con segretario Buttiglione, di cui Formigoni sarà eletto presidente nel 1996.
Nel 1998, quando il CDU confluirà nell'UDR, Formigoni – contrario a tale scelta – si dimetterà dal partito e fonderà i Cristiani Democratici per la Libertà (CDL).

### Presidente della Regione Lombardia

#### Primo mandato (1995-2000)
Nel giugno 1995 è eletto per la prima volta Presidente della Giunta della Regione Lombardia, nella VI legislatura del Consiglio regionale della Lombardia con il 41,6% dei voti, contro il 27,6% del candidato de L'Ulivo, l'imprenditore Diego Masi e del candidato della Lega Nord, l'ex Ministro delle Riforme del Governo Berlusconi I Francesco Speroni al 17,1%.

#### Secondo mandato (2000-2005)
Nel 2000 si ricandida alla Presidenza della Giunta della Regione Lombardia nella lista Per la Lombardia, alleata con la Lega Nord, venendo eletto con il 62,4% dei voti, battendo l'ex Segretario Nazionale della DC e del PPI Mino Martinazzoli
Formigoni inaugura il sistema del buono scuola: un finanziamento alle famiglie volto a sostenere il pagamento delle rette scolastiche e a garantire la libertà d'educazione, di cui secondo i suoi critici beneficia all'80% gli alunni delle scuole private (9% del totale della popolazione scolastica), senza criteri di merito o di reddito, per un totale di 400 milioni di € tra 2001 e 2009, aggirando i divieti costituzionali di finanziamento diretto. Secondo altri, la misura si è rivelata inefficace nel favorire le scuole private e non ha favorito la qualità della formazione in Lombardia, che nelle indagini OCSE PISA (2003 e 2006) è peggiorata, ma ha costituito un semplice trasferimento di fondi dalla Regione alle famiglie degli studenti delle scuole private.

#### Terzo mandato (2005-2010)
Alle elezioni regionali del 3-4 aprile 2005, Formigoni viene riconfermato per la terza volta presidente della Lombardia per la VIII legislatura, alla guida della coalizione di centrodestra, battendo Riccardo Sarfatti, candidato dell'Unione, con il 53,4% delle preferenze.
Nel luglio 2009 ha promulgato la legge regionale "per il rilancio del settore dell'edilizia".
Alle elezioni politiche del 2006, Formigoni è eletto Senatore nelle liste di Forza Italia ricoprendo l'incarico di membro della Commissione Ambiente. Il 12 luglio lascia l'incarico per incompatibilità in favore del ruolo di Presidente della Regione Lombardia. Nelle elezioni politiche del 2008 viene eletto Senatore per Il Popolo della Libertà ricoprendo l'incarico di membro della Commissione Lavoro. Proposto come ministro nelle trattative per la formazione del IV governo Berlusconi e per la presidenza del Senato, non gli sarà assegnato nessun incarico istituzionale. Lascerà l'incarico il 4 giugno per continuare la Presidenza della giunta regionale lombarda. Il 30 aprile 2008 è nominato vicepresidente di Forza Italia.

#### Quarto mandato (2010-2013)

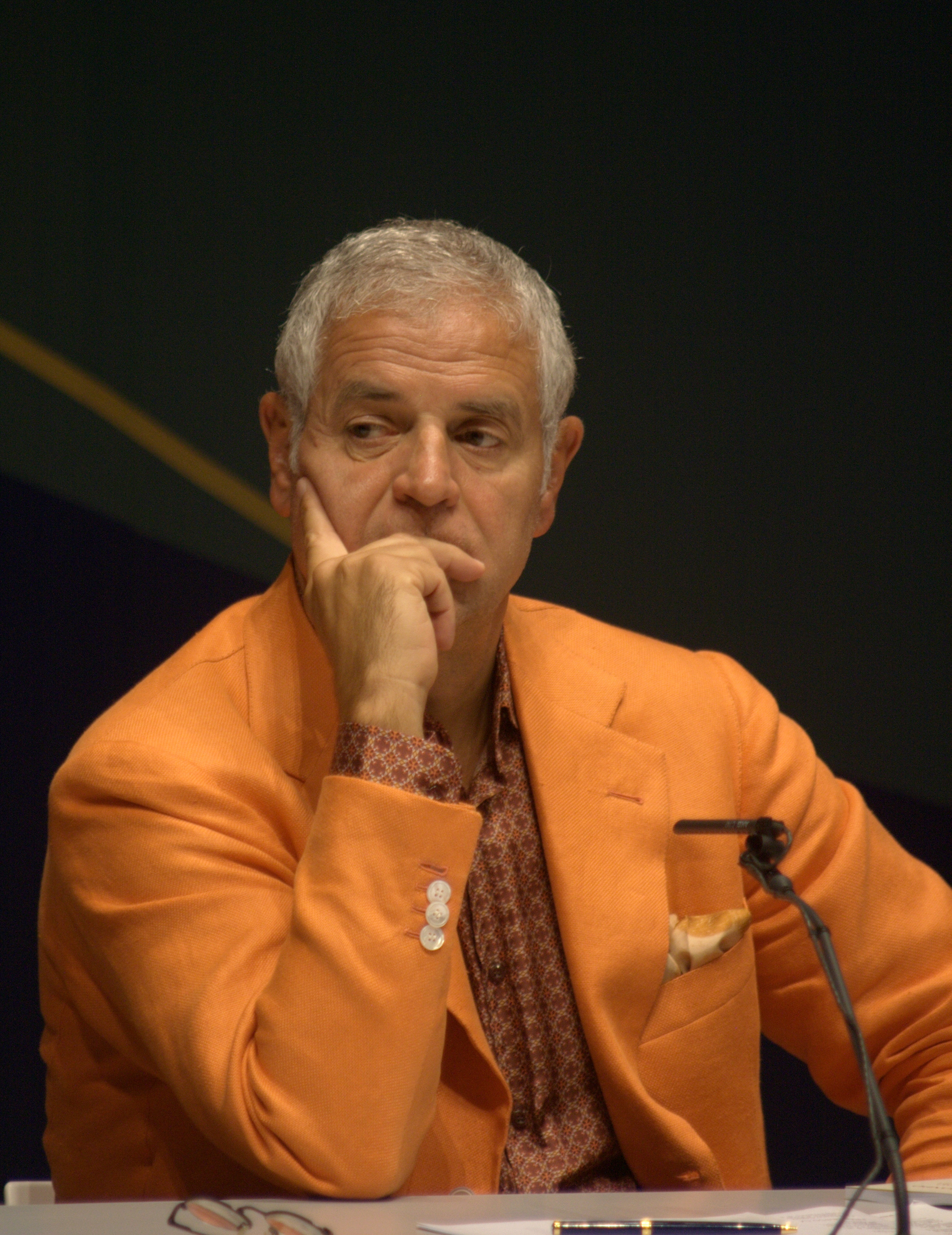
Roberto Formigoni nel 2009.

Nelle elezioni regionali 2010, Formigoni viene eletto per la quarta volta presidente della Lombardia con 2.704.364 voti, pari al 56,11% delle preferenze, battendo Filippo Penati. La lista di Formigoni viene sostenuta dal Popolo della Libertà e dalla Lega Nord, oltre che dal partito La Destra limitatamente alla circoscrizione di Milano.
Tutta la IX legislatura regionale è stata caratterizzata da inchieste e arresti che hanno coinvolto esponenti della maggioranza di centrodestra che sosteneva Formigoni e che hanno portato alla fine anticipata della legislatura.
Nel 2010 infatti è arrestato il consigliere PdL Gianluca Rinaldin condannato a due anni e mezzo di reclusione per truffa. Nel 2011 sono indagati la consigliera PdL Nicole Minetti per induzione alla prostituzione minorile, l'Assessore all'Urbanistica Daniele Bellotti della Lega per tifo violento, l'Assessore allo Sport Monica Rizzi della Lega per dossieraggio mentre è arrestato il Vicepresidente del Consiglio regionale per il PdL ed ex Assessore in tre Giunte Formigoni Franco Nicoli Cristiani per corruzione e tangenti. Nel 2012 viene arrestato il Segretario del Consiglio regionale per il PdL ed ex Assessore in due Giunte Formigoni Massimo Ponzoni per corruzione, concussione e bancarotta mentre sono indagati il consigliere PdL ed ex Sottosegretario regionale nella Giunta Formigoni Angelo Giammario per corruzione e finanziamento illecito dei partiti, il consigliere della Lega Renzo Bossi per appropriazione indebita, l'Assessore alla Sicurezza del PdL Romano La Russa per finanziamento illecito ai partiti e il Presidente del Consiglio regionale per la Lega ed ex Assessore della Giunta Formigoni Davide Boni per corruzione.
Il 7 giugno 2012 il Consiglio Regionale della Lombardia respinge (con 28 sì e 49 no) una mozione di sfiducia presentata dalle opposizioni contro la Giunta Formigoni. Votano a favore Partito Democratico, Italia dei Valori, Unione di Centro, Sinistra Ecologia Libertà e Partito Pensionati. Votano contro Il Popolo della Libertà e Lega Nord.
Il 14 giugno 2012 anche il Presidente della Regione Lombardia Formigoni (su cui già pende un secondo processo per diffamazione nei confronti dei Radicali) è indagato per corruzione riguardo presunte pressioni per delibere a favore della Fondazione Maugeri.
Il 10 ottobre 2012 viene arrestato l'Assessore alla Casa Domenico Zambetti per voto di scambio e concorso esterno in associazione mafiosa per aver acquistato voti dalla 'ndrangheta. Nelle stesse ore sono indagati per peculato e truffa i consiglieri PdL Franco Nicoli Cristiani e Massimo Buscemi e il consigliere leghista Davide Boni mentre l'Assessore all'Ambiente Marcello Raimondi risulta indagato per corruzione. Dopo gli ultimi scandali la Lega Nord chiede formalmente a Formigoni di dimettersi o azzerare la Giunta minacciando le sue dimissioni dal Consiglio in caso di mancata risposta per poter così votare in aprile. Formigoni intanto ritira le deleghe agli Assessori leghisti.
Il 12 ottobre 2012 dopo un incontro tra il Segretario PdL Angelino Alfano e il Segretario della Lega Roberto Maroni alla presenza di Formigoni viene concordato l'azzeramento della Giunta regionale e il prosieguo della legislatura ma dopo un Consiglio federale il Carroccio ribadisce la sua linea di andare a votare anticipatamente contravvenendo al patto sancito con il PdL.
Formigoni, nell'impossibilità di andare avanti a scadenza naturale, chiede il voto subito chiedendo al gruppo regionale del PdL di dimettersi insieme con l'opposizione per tornare subito a elezioni. Il 26 ottobre 2012 Formigoni vara la nuova Giunta provvisoria che porterà la Lombardia al voto composta per la maggior parte di tecnici mentre è confermato alla vicepresidenza della Regione Lombardia il leghista Andrea Gibelli. Nel pomeriggio il Consiglio regionale modifica la legge elettorale abrogando il listino bloccato e con 74 dimissioni su 80 il Consiglio regionale della Lombardia è ufficialmente sciolto e la Regione si avvia al voto anticipato.

### Senatore PdL, NCD e AP (2013-2017)
Alle elezioni politiche del 2013, Formigoni è candidato per Il Popolo della Libertà al Senato in Lombardia come secondo di lista dopo Silvio Berlusconi, garantendogli una sicura elezione. Viene quindi eletto presidente della IX commissione permanente Agricoltura e produzione agroalimentare del Senato.
Il 16 novembre 2013, con la sospensione delle attività del Popolo della Libertà, aderisce al Nuovo Centrodestra guidato da Angelino Alfano. Ha quindi sostenuto nel corso della XVII legislatura i governi Letta, Renzi e Gentiloni.

### Ritorno nel centro-destra e condanna definitiva
Nel dicembre 2017 abbandona Alternativa Popolare, successore del dissolto NCD, e segue Maurizio Lupi in Noi con l'Italia, parte della coalizione di centro-destra alle elezioni politiche.
Ricandidato al Senato, non viene eletto a causa del mancato raggiungimento della soglia di sbarramento da parte della lista.
La sua attività politica si conclude con la condanna definitiva, emessa dalla Corte Suprema di Cassazione il 21 febbraio 2019, a 5 anni e 10 mesi di reclusione per corruzione. In conseguenza di tale sentenza, dal 22 febbraio al 22 luglio 2019 è stato recluso nel carcere di Bollate; gli è stata concessa la detenzione domiciliare, in quanto ultrasettantenne.
In vista del referendum costituzionale sulla riduzione del numero dei parlamentari legato alla riforma Fraccaro del Movimento 5 Stelle, annuncia il suo voto contrario e sostiene la relativa campagna elettorale.
Con la condanna definitiva gli viene revocato il vitalizio di parlamentare, ma Formigoni presenta ricorso e il 13 aprile 2021 la commissione contenziosa del Senato decide che gli venga restituito, sentenza confermata in appello il successivo 18 maggio dal consiglio di garanzia. Tale decisione, presa in entrambi gli organi grazie ai voti decisivi dei senatori di Lega e Forza Italia, potrebbe essere applicata anche agli altri politici condannati in via definitiva che non siano evasi o latitanti per più di due anni o condannati per reati di mafia o terrorismo.
Il 10 luglio 2025 insieme ad altre ventotto persone è fondatore del  movimento "Per un Italia Migliore/PIM", del quale è presidente onorario.

## Procedimenti giudiziari
Formigoni ha ricevuto due condanne per diffamazione, ed è stato condannato nel 2016 in primo grado a sei anni per il reato di corruzione nel processo con al centro la fondazione pavese Maugeri. Successivamente in appello è stato condannato a sette anni e sei mesi.

### Contestazione sull'eleggibilità di Formigoni per un quarto mandato
La candidatura di Roberto Formigoni alla Presidenza della Regione Lombardia per un quarto mandato (Elezioni Regionali 2010) fu oggetto di contestazioni, in quanto avrebbe violato la legge n. 165/2004, art. 2.
I pareri favorevoli alla candidabilità di Formigoni per un quarto mandato si basavano, per alcuni, sul fatto che l'art. 2 cit. sarebbe una norma di principio, inapplicabile in assenza della normativa attuativa regionale; per altri, sul fatto che, poiché la legge fu promulgata nel 2004 essa non sarebbe applicabile al mandato in corso, ma solo a partire dalle successive elezioni del 2015. D'altra parte, i contestatori sostenevano che tale interpretazione fosse in opposizione alla ratio della norma, la quale sarebbe volta a evitare il formarsi di rendite politiche e di accumulo di potere personale, oltre che a una sentenza della Cassazione, ritenuta applicabile al caso regionale.
Il 22 febbraio 2010 venne depositato un esposto alla corte d'appello di Milano contro la ricandidatura di Formigoni.
Anche il deputato Pierluigi Mantini (UdC), presentò un ricorso al Tar contro la candidatura di Formigoni ed Errani (infatti la medesima situazione ha implicato anche Vasco Errani, candidato per l'Emilia-Romagna). Infine i Radicali presentarono un ricorso in tal senso all'Ufficio centrale elettorale presso la Corte d'Appello di Milano, organo incaricato di ricevere le candidature. Tutti gli esposti presentati non vennero tuttavia ammessi, in quanto l'Ufficio si dichiarò incompetente a decidere in materia, rimandando ogni decisione al Tribunale civile, successivamente allo svolgimento delle elezioni.
Il ricorso verrà poi ripresentato dal Movimento 5 Stelle e dai Radicali a elezioni concluse, ma il tribunale di Milano, confermato in appello, e quello di Bologna (adito sul caso Errani) saranno concordi nel ritenere che per far valere la norma sull'incandidabilità sancita dalla legge n. 165/2004, serve il suo recepimento nella normativa regionale, mai avvenuto in Lombardia come in Emilia-Romagna.

### Denuncia delle firme false
A seguito di un accesso agli atti dei Radicali, che chiedono e ottengono di controllare i moduli con le firme necessarie a candidare alla presidenza della Regione Formigoni, Pezzotta e Penati, viene presentato un esposto all'Ufficio centrale presso la Corte d'Appello che denuncia irregolarità nella documentazione della lista di Formigoni.
L'ufficio, verificate fondate le irregolarità segnalate nelle autentiche delle firme dichiara il 1º marzo 2010 la non ammissione della lista di Formigoni, confermando poi la sua decisione il 3 di marzo. Tuttavia il Tribunale Amministrativo Regionale della Lombardia, con un'ordinanza del 6 marzo 2010, dichiarò ammessa la lista “Per la Lombardia” alla competizione elettorale e, accogliendo il ricorso Formigoni, sospese gli atti che lo escludevano dalle elezioni. Il 13 marzo il Consiglio di Stato conferma la sentenza del Tar, rimandando eventuali ricorsi a dopo le elezioni.
Dopo le elezioni, a seguito di un nuovo accesso agli atti, i Radicali possono presentare una perizia grafologica sulle firme contestate di Formigoni, affidata alla Dott.ssa Laura Guizzardi. Ne emerge che centinaia di sottoscrizioni sarebbero state apposte dalle stesse mani.
A seguito di questi nuovi elementi, il Gip Cristina Di Censo, che il 29 ottobre 2010 aveva archiviato l'inchiesta per falso ideologico riguardante omissioni o irregolarità nella raccolta delle firme per le liste Per la Lombardia e Penati presidente, trasmette al PM Alfredo Robledo il fascicolo e partono nuove indagini. Il 17 ottobre 2011 il procuratore aggiunto Robledo dichiara chiusa l'inchiesta sulle firme false. Gli indagati sono 15 autenticatori, tra cui 4 consiglieri provinciali milanesi del PdL, e Clotilde Strada, collaboratrice di Nicole Minetti e, all'epoca dei fatti, responsabile del partito per la raccolta delle firme.
Il 24 novembre 2011 la Procura di Milano si è costituita come parte nella causa civile avviata dai Radicali per chiedere l'annullamento delle elezioni. La Procura ha depositato nella causa civile, tra le altre cose, i verbali degli interrogatori di 823 degli apparenti firmatari della lista che hanno disconosciuto davanti a un Pubblico Ufficiale l'autenticità delle rispettive sottoscrizioni. Il 27 aprile 2012 viene aggiunto alla lista degli indagati anche Guido Podestà, presidente della Provincia di Milano e coordinatore Pdl nel 2010.
Il 28 novembre 2014 viene condannato in primo grado dal tribunale di Milano per un altro processo di diffamazione verso i Radicali, definiti "criminali e maestri di manipolazione". Viene condannato a 1 mese di reclusione con la condizionale subordinati al versamento di 45000 € di risarcimento.
Nel frattempo, in sede amministrativa, il 22 settembre 2011 il Consiglio di Stato ribalta il giudizio del Tar Lombardia del 9 dicembre 2010 che aveva respinto il ricorso dei Radicali per la decadenza di tutti i consiglieri regionali lombardi, in relazione a presunte firme false raccolte a sostegno della lista Per la Lombardia.
.
Il Consiglio di Stato, dichiarando ammissibili i ricorsi, si esprime anche sul decreto "Salva-Liste" ed “esclude che la sanatoria possa estendersi invece alle ipotesi di falsità delle firme”.
Dei quattro procedimenti giudiziari ancora aperti sulla vicenda, uno vede Roberto Formigoni imputato di diffamazione aggravata a mezzo stampa per avere accusato i Radicali di avere manomesso le sue liste.
Il 3 luglio 2012 la Procura di Milano chiede il rinvio a giudizio per l'allora Presidente della Provincia di Milano ed ex Coordinatore regionale del PdL in Lombardia dal 2009 al 2011 Guido Podestà per falso ideologico continuato e aggravato insieme con altre nove persone, in relazione alle 926 firme false a sostegno del listino regionale di Formigoni Per la Lombardia e della lista provinciale ‘Il Popolo della Libertà – Berlusconi per Formigoni' (PdL) per la Provincia di Milano alle elezioni regionali del 2010. L'indagine su Podestà era stata chiusa dai PM milanesi il 27 aprile 2012.
Il 12 luglio 2012 i PM di Milano chiedono per Formigoni una condanna di un anno di reclusione e 500 € di multa per l'accusa di diffamazione a mezzo stampa, in quanto avrebbe accusato i Radicali Italiani e il loro leader lombardo Marco Cappato di aver manipolato le firme che erano state raccolte a sostegno delle sue liste per le regionali del 2010. Secondo il PM, Formigoni ha offeso la reputazione del movimento guidato da Marco Pannella attribuendogli «un complotto» privo di qualsiasi fondamento.
L'11 ottobre 2012 Formigoni viene condannato per diffamazione nei confronti dei Radicali Italiani a mezzo stampa a 900 € di multa, oltre a un risarcimento complessivo di 120000 € a Marco Cappato, Lorenzo Lipparini e al partito rappresentato da Marco Pannella. Nel 2010 Formigoni aveva accusato i Radicali, come precisa la sentenza, di "avere ordito un complotto contro di lui, incolpandoli di avere manipolato le firme poste a sostegno della sua lista per "escludere il centrodestra" dalle regionali".
Il 30 gennaio 2015 il Tribunale di Milano, nona sezione penale, giudice Canevini, ha condannato in primo grado per diffamazione l'ex Presidente Formigoni alla pena di un mese di reclusione e a risarcire con 10000 € Marco Cappato, con 10000 € Lorenzo Lipparini, con 25000 € la Lista Marco Pannella, nella persona di Marco Pannella, oltre alle spese processuali per 5000 € e la pubblicazione della sentenza a sue spese su Corriere della Sera e Sole 24 Ore.

### Discarica di Cerro Maggiore
Formigoni è stato rinviato a giudizio nel 2002 nell'ambito dell'inchiesta sulla bonifica della discarica del comune di Cerro Maggiore. È stato assolto in primo grado dalle accuse nel 2005. Il 24 ottobre 2007 Formigoni è stato definitivamente assolto da ogni accusa nel corso del processo di appello..

### Ambiente
Il 1º dicembre 2009 ha ricevuto un avviso di garanzia – assieme a Letizia Moratti e Guido Podestà – nell'ambito di un'inchiesta su ambiente e inquinamento per lo sforamento dei limiti di concentrazione delle polveri sottili o PM10.. Successivamente anche Filippo Penati è stato iscritto nel registro degli indagati in quanto presidente della provincia di Milano all'epoca dei fatti.
Il 2 luglio 2012 la procura di Milano ha chiesto l'archiviazione per tutti gli indagati, non essendo emerse "condotte indebite di omissione o rifiuto di atti idonei a ridurre l'inquinamento".

### L'inchiesta P3
Nell'ambito di alcune indagini svolte dalla Procura di Roma nel luglio 2010 su eolico e P3, sono state ipotizzate pressioni sui giudici della Corte Costituzionale al fine di sostenere la riammissione della lista civica regionale Per la Lombardia nelle elezioni regionali del 2010; Formigoni è stato ascoltato dalla procura come «persona informata sui fatti».

### L'inchiesta sulla sanità, il carcere e il recupero
Il 16 aprile 2012 il Corriere della Sera lancia la notizia secondo cui uno dei fiduciari svizzeri di Pierangelo Daccò, amico di Formigoni e uomo vicino a Comunione e Liberazione riceveva denaro per facilitare le pratiche in regione. Arrestato per aver creato milioni di fondi neri nello scandalo dell'Ospedale San Raffaele e aver distratto dal patrimonio della Fondazione Maugeri circa 70 milioni di € sotto forma di consulenze e appalti fittizi, avrebbe pagato viaggi aerei compiuti dallo stesso Governatore, da un suo collaboratore, a dal fratello di Formigoni e sua moglie. Tra questi benefici, un viaggio Milano-Parigi da 8000 €, compiuto il 27 dicembre 2008, pagato da Daccò a Formigoni. Il Governatore, però, ha smentito categoricamente i fatti, affermando di non aver ricevuto mai alcun beneficio.
Il 6 giugno 2012, in merito allo scandalo dei viaggi pagati dal faccendiere Daccò, l'opposizione di centrosinistra, composta da Pd, Idv e Sel, presenta una mozione di sfiducia al Governatore. La mozione vede il sostegno anche dell'UDC e del Partito Pensionati dopo che il presidente del Consiglio della Lombardia Franco Cecchetti (Lega Nord) aveva respinto un loro documento, nel quale, senza chiederne le dimissioni, si chiedeva a Formigoni di impegnarsi a rinominare una giunta tecnica per completare la legislatura. Nonostante il forte disappunto della Lega Nord per le vicende che coinvolgono Formigoni, è proprio grazie al supporto determinante di questa forza politica che la mozione di sfiducia viene bocciata con 28 sì, 49 no, e nessun astenuto
Il 23 giugno 2012, il Corriere della Sera riporta in prima pagina la notizia secondo cui Formigoni risulterebbe indagato dalla Procura di Milano per corruzione e finanziamento illecito ai partiti nell'ambito dell'inchiesta sulla sanità privata in Lombardia in cui risulta implicato Daccò. Le accuse della Procura riguarderebbero un illecito finanziamento elettorale di oltre 500000 € ricevuto da un'azienda sanitaria privata in vista della campagna di Formigoni per le elezioni regionali italiane del 2010, nelle quali è stato rieletto per il quarto mandato consecutivo alla guida della regione; le accuse ipotizzano inoltre il reato di corruzione per la somma dei molteplici benefit di ingente valore patrimoniale (vacanze, soggiorni, utilizzo di yacht, cene di pubbliche relazioni a margine del Meeting per l'amicizia fra i popoli di Rimini, condizioni favorevoli nella vendita di una villa in Sardegna a un coinquilino di Formigoni nella comunità laicale dei Memores Domini) messi a disposizione del governatore lombardo dal mediatore Daccò. Secondo l'accusa, Daccò aveva sfruttato l'intima amicizia con Formigoni, basata su benefit di varia natura, per ottenere delibere e fondi da parte della regione Lombardia in favore di strutture sanitarie private, tra cui la fondazione Maugeri di cui Daccò era consulente ricevendo da questa più di 70 milioni di €o.
Il 25 luglio 2012 arriva dalla procura di Milano la conferma sullo status di indagato di Formigoni. Il reato che gli viene ascritto è quello di corruzione in concorso con Daccò, Antonio Simone, Umberto Maugeri e Costantino Passerino. Il procuratore capo di Milano Edmondo Bruti Liberati ha affermato che il governatore lombardo è iscritto nel registro degli indagati dal 14 giugno 2012. Nell'ottobre 2012 Daccò viene condannato a 10 anni di reclusione per associazione a delinquere, bancarotta e altri reati nell'inchiesta sul dissesto dell'ospedale San Raffaele.
Il 12 febbraio 2013 la procura di Milano annuncia che ci sono nuovi elementi a carico di Formigoni al quale viene contestato anche il reato di associazione per delinquere. Il 3 marzo 2014 viene confermato il rinvio a giudizio di Formigoni per associazione per delinquere e corruzione..
Il 15 aprile 2016, nella requisitoria finale al processo di primo grado, i pubblici ministeri hanno richiesto una condanna a nove anni di reclusione per l'ex governatore, definito "capo di un gruppo criminale" responsabile di corruzione sistemica durata 10 anni in cui sono stati sperperati 70 milioni di denaro pubblico. I benefit di lusso a lui attribuiti sono stati quantificati in circa 8 milioni di €, che ha ricevuto da Daccò e Simone in cambio di rimborsi indebiti. Gli inquirenti hanno sostenuto che senza la sua adesione questa associazione per delinquere ai danni del sistema sanitario non sarebbe esistita. Hanno sottolineato che Formigoni ha mentito in aula, dove si è presentato come gestore della cosa pubblica, e non merita le attenuanti generiche. Secondo l'accusa, i benefit comprendono vacanze, uso di yacht e finanziamenti per la campagna elettorale. Il 22 dicembre dello stesso anno è condannato in primo grado di giudizio a sei anni di reclusione e ad altrettanti di interdizione dai pubblici uffici.
Nel giugno 2018 viene diffusa la notizia del sequestro preventivo di beni di Formigoni in relazione al caso Maugeri. Nell'agosto successivo, la Corte dei Conti di Milano convalida il sequestro che fissa a 5 milioni di € sotto forma di vitalizi, immobili, pensione e conti correnti dell'ex deputato; nel provvedimento della corte si legge che avrebbe percepito benefit per oltre 5 milioni di €. Provvedimenti analoghi vengono presi per altri protagonisti della vicenda, che secondo il pubblico ministero ha causato un danno erariale di 60 milioni di €.
Il 19 settembre 2018 è condannato in appello a 7 anni e 6 mesi di reclusione. Il 21 febbraio 2019 la condanna è stata ridotta a causa della prescrizione a 5 anni e 10 mesi dalla Corte di Cassazione. Il giorno seguente si presenta spontaneamente al carcere di Bollate per scontare la pena e il 25 febbraio il sostituto procuratore generale di Milano respinge la richiesta dei domiciliari.
Il successivo 22 maggio, la procura lombarda della Corte dei Conti chiede la condanna di Formigoni e di altri imputati nella vicenda Maugeri a risarcire il danno erariale di circa 60 milioni di €.
Nel luglio dello stesso anno, su richiesta degli avvocati di Formigoni, il Tribunale di Sorveglianza di Milano ha deciso di concedergli la possibilità di scontare la pena in detenzione domiciliare. Contro questa decisione la Procura Generale ha presentato ricorso alla Corte di Cassazione, chiedendo che la pena venga scontata in carcere.
Sempre a luglio il Senato congela il suo vitalizio, come prescritto dalle regole interne allora vigenti ma a novembre gli accorda in via cautelare un assegno di sostentamento da 700 € al mese in attesa della decisione sul ricorso da lui presentato, accompagnato da una richiesta di risarcimento danni. La Corte dei Conti gli toglie poi anche l'assegno maturato negli anni trascorsi ai vertici della Regione Lombardia. Il Senato nel 2021 accoglie infine il suo ricorso: gli organi di giustizia interna di Palazzo Madama cancellano le regole interne in vigore dal 2015 che prevedevano la sospensione del vitalizio in caso di condanna definitiva per reati di particolare gravità.
Nel 2021 la Corte dei Conti lo condanna al pagamento «di 47 milioni di euro (esattamente 47485583,00 €) a titolo di risarcimento del danno erariale» in solido con il presidente Umberto Maugeri, il suo direttore centrale, Costantino Passerino, l’ex assessore lombardo alla Sanità Antonio Simone e il faccendiere mediatore tra Formigoni e la Maugeri, Pierangelo Daccò. Il ricorso presentato dalla Fondazione Maugeri verrà respinto dalla Cassazione a inizio 2023.
Nell’ottobre del 2022, quando mancano circa 17 mesi da scontare ancora, Formigoni ottiene l’affidamento in prova ai servizi sociali: insegnerà, come aveva richiesto, italiano alle suore straniere dell’istituto Piccolo Cottolengo Don Orione.

### Diffamazione ai danni del PM Alfredo Robledo
Nel novembre del 2013, sempre per diffamazione, Roberto Formigoni è stato condannato dal Tribunale di Brescia a versare 40000 € al magistrato Alfredo Robledo, al tempo dei fatti – cioè nel marzo del 2006 – PM titolare dell'inchiesta Oil For Food.

### Altra inchiesta per corruzione
Il 25 ottobre 2017 viene rinviato a giudizio dal GUP di Milano sempre per corruzione insieme con l’ex sottosegretario alla Presidenza della Regione Paolo Alli e l’ex direttore generale della sanità lombarda Carlo Lucchina: tramite l'ex consigliere regionale Massimo Gianluca Guarischi avrebbe favorito l'impresa Hermex Italia di Giuseppe Lopresti in una serie di appalti per la fornitura di attrezzature sanitarie agli ospedali in cambio di orologi, spese per viaggi tra il Sudafrica e la Croazia e il noleggio di jet e barche e contanti per un totale di 400000 €.
Nel luglio del 2020 Formigoni, Lucchina e l'ex direttore generale dell’ospedale di Cremona Simona Mariani vengono assolti dai giudici; già il PM Francesca Messina, nell'istruttoria, aveva chiesto l’assoluzione perché non sono emerse prove della corruzione.

### Discarica di Cappella Cantone
Il 15 febbraio 2018, in relazione all'indagine sulla realizzazione della discarica di amianto di Cappella Cantone (avrebbe favorito degli imprenditori e la Compagnia delle Opere di Bergamo), dopo più di 5 anni Formigoni, tra gli altri, viene assolto dall'accusa di corruzione “perché il fatto non sussiste”.

## Controversie

### Lo "spoil system"
Formigoni è stato criticato per il presunto spoil system di tipo clientelare che avrebbe realizzato nella scelta dei dirigenti della Regione Lombardia, garantendo l'occupazione di "tutti i centri di potere" da parte di esponenti di Comunione e Liberazione, appartenenti per lo più al suo braccio economico la Compagnia delle Opere.

### La costruzione del Palazzo Lombardia
La costruzione del Palazzo Lombardia, tra 2005 e 2009, voluta fortemente da Formigoni, ha suscitato polemiche e mobilitazione dei cittadini, a causa della distruzione dell'area verde del vivaio del Bosco di Gioia, già lascito testamentario della contessa Giuditta Sommaruga come bene inalienabile del Comune di Milano. Palazzo Lombardia è risultato tuttavia il vincitore del premio internazionale istituito dal Council on Tall Buildings and Urban Habitat di Chicago (CTBUH): la nuova sede della Regione Lombardia è risultata essere il miglior edificio alto d'Europa. Formigoni ha ripetutamente sostenuto che il nuovo palazzo della regione porterà notevoli benefici per i cittadini, dato che tutti gli uffici della Regione Lombardia in sedi distaccate in vari luoghi di Milano sono stati accorpati in un solo luogo, con un conseguente miglioramento dei servizi. Inoltre dal punto di vista dei conti, considerando l'ammortamento per i costi di costruzione distribuito su 20 anni (il totale del costo è stato di 400 milioni di €) il palazzo comporta risparmi, in termini di affitti, di oltre 6 milioni di € all'anno (21 di ammortamento invece dei 27 di affitti).

### Scandalo internazionale Oil For Food
Nel 2006, a seguito dell'inchiesta Oil For Food condotta dal pm milanese Alfredo Robledo, Marco Giulio Mazarino De Petro – braccio destro di Formigoni nei contatti con l'Iraq di Saddam Hussein – è stato condannato in primo grado per aver incassato delle tangenti dalla Cogep, azienda italiana a cui il politico lecchese aveva fatto ottenere le forniture petrolifere irachene. Le accuse sono poi cadute in prescrizione.
Nel 2012, Alberto Villa e Alberto Perego – entrambi legati a Roberto Formigoni – sono stati condannati a quattro mesi per aver dichiarato il falso di fronte al pubblico ministero in seno all'inchiesta Oil For Food.
L'inchiesta ha tratto il nome dal programma ONU ideato nel 1995 per garantire assistenza materiale alla popolazione irachena senza però assicurare al governo dell'Iraq i fondi per armarsi; a Saddam Hussein era stato permesso di vendere petrolio e di finanziare il programma di aiuti internazionali con i proventi della vendita del greggio. È stato poi scoperto un vasto giro di mazzette ed è stata divulgata dai media internazionali una lista di soggetti ai quali il petrolio veniva venduto ad un prezzo inferiore a quello di mercato e attraverso i quali l'Iraq poteva aggirare i divieti dell'ONU. Roberto Formigoni è apparso come possibile soggetto in suddetta lista.

## Prese di posizione
Formigoni ha sempre sostenuto i finanziamenti pubblici alle scuole private e confessionali, anche di confessione islamica.
Nel 2007-2009, durante il governo Prodi II, si è opposto alla vendita di Alitalia ad Air France e, in seguito, all'alleanza tra Compagnia Aerea Italiana e Air France durante il governo Berlusconi IV, in consonanza con la Lega Nord, allo scopo di evitare la penalizzazione dell'aeroporto di Milano-Malpensa, puntando piuttosto su Lufthansa.
Nel dicembre 2008 si è espresso contro l'introduzione in commercio, in Italia, della pillola RU486, firmando, assieme ad altri, un appello contrario: «Non è una medicina, non cura alcuna malattia, non aiuta la vita, la stronca sul nascere. Non è amichevole verso le donne. Per queste ragioni etiche siamo contrari alla sua introduzione in Italia». In seguito ha ribadito la propria contrarietà, sottolineando di non potersi opporre alle leggi dello Stato, ma di voler regolamentarne la somministrazione "solo e soltanto negli ospedali".
Nel 2009 si è rifiutato di dare applicazione, in Lombardia, alla sentenza della Corte d'appello che autorizzava l'interruzione dell'idratazione e dell'alimentazione forzata di Eluana Englaro, dichiarando che "non possiamo mandare con leggerezza alla morte una persona che è tenuta in vita non attraverso cure intrusive ma semplicemente dandole da mangiare e da bere". Ha in seguito premiato le suore di Lecco che avevano in custodia Eluana Englaro.
Nel corso della trasmissione televisiva Mattino Cinque (su Canale 5) del 3 febbraio 2010, ha affermato che, pur essendo chiara la dannosità dell'inquinamento atmosferico, quest'ultimo non sia causa diretta di alcuna malattia.
Nel gennaio 2011 ha firmato una lettera aperta per chiedere ai cattolici italiani di sospendere ogni giudizio morale nei confronti di Silvio Berlusconi, indagato dalla procura di Milano per concussione e favoreggiamento della prostituzione minorile.

## Opere

### Libri
- Roberto Formigoni e Gino Agnese, Io e un milione di amici, Bompiani, 1988.
- Roberto Formigoni e Aldo Brandirali, Baghdad la guerra e oltre. Verso una «Nuova Gerusalemme» in viaggio fra politica e verità. Le missioni politiche di Roberto Formigoni in Medio Oriente..., Guaraldi, 1991. ISBN 8886025009, ISBN 978-88-86025-00-3.
- Roberto Formigoni, Gherardo Colombo, Renato Dulbecco, Umberto Eco et al. (Lelio Scanavini cur.), Poesie, Milano, I dispari, 2000. ISBN 88-85637-18-3, ISBN 978-88-85637-18-4.
- Roberto Formigoni e Paolo Del Debbio, Una rivoluzione possibile: dieci anni al governo della Lombardia: che cosa è cambiato, che cosa cambierà, Milano, A. Mondadori, 2005. ISBN 88-04-54659-X, ISBN 978-88-04-54659-7.
- Roberto Formigoni e Rodolfo Casadei, Una storia popolare, Milano, Cantagalli, 2021, ISBN 978-8868799809

### Articoli
- Roberto Formigoni, Paolo VI e la formazione politica, «Communio» n.157, novembre-dicembre 1997 (La prudenza), p. 75-77.
- Roberto Formigoni, Non faccia lo Stato quello che può fare la persona (sola o associata), in: Centro studi investimenti sociali, Poliarchia regionale: uno sguardo dal centro: un mese di sociale 2000 (CENSIS 16), Milano, FrancoAngeli, 2001, p. 91. ISBN 88-464-2955-9. ISBN 978-88-464-2955-1.
- Roberto Formigoni, Formazione e ricerca: una politica di sostegno, «Vita e pensiero» 85 2002, p. 521.
- Roberto Formigoni, Saluto, «Communio» 183-184, maggio-agosto 2002 (L'amore custodisce la città), p. 111. ISBN 88-16-70183-8, ISBN 978-88-16-70183-0.
- Roberto Formigoni, La rivoluzione del valutatore indipendente, articolo su: Il Sussidiario, 9 ottobre 2007.

### Interventi (pubblicati)
- Maurizio De Filippis, L'Ospedale "Luigi Sacco" nella Milano del Novecento (Scienze e salute 21), Milano, FrancoAngeli, 2003, prefazione di Roberto Formigoni. ISBN 88-464-5152-X, ISBN 978-88-464-5152-1.
- Roberto Formigoni, Lettera, in: Sviluppo Brianza, La provincia utile. Ricerche e contributi del primo forum per la nuova provincia di Monza e Brianza, Milano, FrancoAngeli, 2005, p. 86. ISBN 88-464-7009-5, ISBN 978-88-464-7009-6.